# بلدية بروسيرباين
بلدية بروسيرباين هي بلدة، في أستراليا، تقع في كوينزلاند، بلغ عدد سكانها 3,562  نسمة وذلك حسب إحصائيات سنة 2016، رمزها البريدي هو 4800.

## المناخ
يظهر الجدول التالي التغييرات المناخية على مدار السنة لبلدية بروسيرباين:
| البيانات المناخية لـبلدية بروسيرباين | البيانات المناخية لـبلدية بروسيرباين | البيانات المناخية لـبلدية بروسيرباين | البيانات المناخية لـبلدية بروسيرباين | البيانات المناخية لـبلدية بروسيرباين | البيانات المناخية لـبلدية بروسيرباين | البيانات المناخية لـبلدية بروسيرباين | البيانات المناخية لـبلدية بروسيرباين | البيانات المناخية لـبلدية بروسيرباين | البيانات المناخية لـبلدية بروسيرباين | البيانات المناخية لـبلدية بروسيرباين | البيانات المناخية لـبلدية بروسيرباين | البيانات المناخية لـبلدية بروسيرباين | البيانات المناخية لـبلدية بروسيرباين |
| الشهر                                | يناير                                | فبراير                               | مارس                                 | أبريل                                | مايو                                 | يونيو                                | يوليو                                | أغسطس                                | سبتمبر                               | أكتوبر                               | نوفمبر                               | ديسمبر                               | المعدل السنوي                        |
| ------------------------------------ | ------------------------------------ | ------------------------------------ | ------------------------------------ | ------------------------------------ | ------------------------------------ | ------------------------------------ | ------------------------------------ | ------------------------------------ | ------------------------------------ | ------------------------------------ | ------------------------------------ | ------------------------------------ | ------------------------------------ |
| الدرجة القصوى °م (°ف)                | 41.2 (106.2)                         | 40.4 (104.7)                         | 37.9 (100.2)                         | 34.0 (93.2)                          | 32.0 (89.6)                          | 32.0 (89.6)                          | 32.7 (90.9)                          | 34.1 (93.4)                          | 36.3 (97.3)                          | 39.0 (102.2)                         | 41.2 (106.2)                         | 42.9 (109.2)                         | 42.9 (109.2)                         |
| متوسط درجة الحرارة الكبرى °م (°ف)    | 31.4 (88.5)                          | 31.1 (88.0)                          | 30.2 (86.4)                          | 28.7 (83.7)                          | 26.5 (79.7)                          | 24.5 (76.1)                          | 24.3 (75.7)                          | 25.6 (78.1)                          | 28.4 (83.1)                          | 30.2 (86.4)                          | 31.4 (88.5)                          | 32.0 (89.6)                          | 28.7 (83.7)                          |
| متوسط درجة الحرارة الصغرى °م (°ف)    | 22.6 (72.7)                          | 22.9 (73.2)                          | 21.5 (70.7)                          | 19.1 (66.4)                          | 15.8 (60.4)                          | 12.7 (54.9)                          | 11.0 (51.8)                          | 11.7 (53.1)                          | 14.4 (57.9)                          | 17.5 (63.5)                          | 19.9 (67.8)                          | 21.8 (71.2)                          | 17.6 (63.7)                          |
| أدنى درجة حرارة °م (°ف)              | 15.9 (60.6)                          | 15.0 (59.0)                          | 14.2 (57.6)                          | 7.6 (45.7)                           | 5.0 (41.0)                           | 0.5 (32.9)                           | −0.9 (30.4)                          | 0.0 (32.0)                           | 3.8 (38.8)                           | 7.4 (45.3)                           | 13.0 (55.4)                          | 14.3 (57.7)                          | −0.9 (30.4)                          |
| الهطول مم (إنش)                      | 290.1 (11.42)                        | 381.9 (15.04)                        | 209.0 (8.23)                         | 118.3 (4.66)                         | 70.4 (2.77)                          | 38.1 (1.50)                          | 23.7 (0.93)                          | 25.9 (1.02)                          | 18.9 (0.74)                          | 36.2 (1.43)                          | 88.7 (3.49)                          | 165.8 (6.53)                         | 1٬473٫5 (58.01)                      |
| المصدر:                              |                                      |                                      |                                      |                                      |                                      |                                      |                                      |                                      |                                      |                                      |                                      |                                      |                                      |

## أعلام
- أندرو فرازير
- سام فاوست